# Língua itelmen
Itelmen, também conhecida antas como Kamchadal, é uma língua do grupo das Chukotko-Kamchatkanas tradicionalmente falada na Península de Kamchatka hoje por menos de cem pessoas nativas (1993), sendo a maioria de idosos de assentamentos no sudoeste do “Okrug” Autônomo da Koriakia. O Censo Russo de 2002 contou 3.180 Itelmenes, sendo quease todos hoje falam apenas o russo. Há, porém, esforços para reviver a língua e mantê-la, estando sendo ensinada em escolas da região.

## Classificação
Itelmene não apresenta similaridades com nenhuma outra das Chukotko-Kamchatkana, formando um ramo distinto do sul. Alguns lingüistas inclusive questionam esse relacionamento, admitindo que a mesma possa ser uma língua “isolada”. Ela tem algumas similaridades em Morfologia com a línguas Chukchi e Koryaque, as quais formam o ramo Norte das Chukotko-Kamchatkanas, mas com evidentes contrastes no que se refere à Fonologia. Havia originalmente três dialetos Itelmene, ou mesmo seriam línguas similares mas diversas, no Oeste, Leste e Sul Península de Kamchatka. Hoje, porém, sobrevivem apenas duas versões, Sedanka e Xajrjuzovo (Ukä). do Oeste Itelmen.

## História
Originalmente Itelmene era falada por toda Kamchatka, talvez também ao norte das Ilhas Curilas. Vladimir Atlasov, militar que anexou  Kamchatka à Rússia em 1697 e estabeleceu bases militares na região, avaliou que havia na época cerca de 20 mil Itelmenes étnicos. O explorador Stepan Krasheninnikov fez a primeira descrição detalhada da língua e da cultura Itelmen e identificou os três dialetos principais e percebeu que nem todos Itelmenes se entendiam entre si.
A partir da ação de Atlasov, negociantes de peles da Rússia começaram a se estabelecer na região. Houve freqüentes conflitos entre Cossacos e Itelmenes, os quais se rebelavam contra o domínio russo. Muitos Itelmenes foram sendo forçados à conversão ao  Cristianismo e até o século XIX todos foram forçados a adotar nome russos. Os casamentos inter-raciais com os russos assentados levaram à criação de uma língua Crioula chamada Kamchadal, cujos traços ainda estão presentes no dialeto russo falado em Kamchatka.
Na era da União Soviética o processo de assimilação se intensificou, as comunidades itelmenes foram transferidas de suas áreas e as crianças foram mandadas para escolas onde deviam obrigatoriamente falar russo. Por volta do final dos anos 30, o russo era o meio de instrução nas escolas, as crianças cresciam tendo o russo como sua língua primeira.
Porém, também foi a partir dessa época que o Itelmen passou a ser escrito pela primeira vez. Primeiro, em 1930, com um Alfabeto latino modificado passando a ser utilizado por povos do norte da Sibéria. Em 1932 um alfabeto Itelmen de 27 letras (mão havia o Y nem o V, mais havia o Ŋ, o Ł e o Ѣ) foi criado e extinto em 1935. Mais recentemente, um alfabeto de 32 letras com base no Cirílico vem sendo usado.

## Fonologia
Itelmen tem um grande inventário fonológico, o maior dentre as Línguas chukotko-kamchatkanas com alguns grupos consonantais em certos ambientes, embora não apresente de harmonia de vogais característica das línguas chukchis e koryaks;
Volodin (1997) apresenta a seguir o inventário de consoantes, aqui mostradas nos alfabetos latino,  {Alfabeto cirílico|cirílico]] e em IPA;
|                         |          | Bilabial | Alveolar | Palatal  | Velar   | Uvular  |
| ----------------------- | -------- | -------- | -------- | -------- | ------- | ------- |
| Plosiva e Africativa    | surda    | п /p/    | т /t/    | ч /ʧ/    | к /k/   | ӄ /q/   |
| Plosiva e Africativa    | ejetiva  | п' /pʼ/  | т' /tʼ/  | ч' /ʧʼ/  | к' /kʼ/ | ӄ' /qʼ/ |
| Fricativa / Aproximante | surda    | ф /ɸ/    | с /s/    |          | х /x/   | х̡ /χ/   |
| Fricativa / Aproximante | sonora   | в /β/    | з /z/    | й /j/    |         |         |
| Nasal                   | Nasal    | м /m/    | н /n/    | нь /ɲ/   | ӈ /ŋ/   |         |
| Lateral                 | Lateral  |          | л /l/    | ль/л̡ /ʎ/ |         |         |
| Vibrante                | Vibrante |          | р /r/    |          |         |         |

Em adição às consoantes acima apresentadas, alguns consideram também a Glotal “stop” /ʔ/ assim como glotais nasais tanto aproximante como lateral, dentre as quais /mˀ/, /nˀ/ e /lˀ/. 's' e 'z' podem ser fricativas post-alveolares agudas em lugar de sons somente post-alveolares fricativoas. Há ainda fonemas labializados distintos..
Há cinco fonemas vogais:/a/, /e/, /i/, /o/, and /u/ schwa ([ə]) também aparece mas sua função fonética não é clara.

## Ortografia
O Cirílico utilizado aqui se segue:
| А а | Ă ă | Б б   | В в | Г г | Д д   | Е е   | Ё ё   |
| Ж ж | З з | И и   | Й й | К к | К’ к’ | Ӄ ӄ   | Ӄ’ ӄ’ |
| Л л | Љ љ | Ӆ ӆ   | М м | Н н | Њ њ   | Ӈ ӈ   | О о   |
| Ŏ ŏ | П п | П’ п’ | Р р | С с | Т т   | Т’ т’ | У у   |
| Ў ў | Ф ф | Х х   | Ҳ ҳ | Ц ц | Ч ч   | Ч’ ч’ | Ш ш   |
| Щ щ | Ъ ъ | Ы ы   | Ь ь | Ә ә | Э э   | Ю ю   | Я я   |

## Situação atual
Itelmene é atualmente uma língua bastante ameaçada de extinção, a maior parte dos falantes tem mais de 60 anos de idade,vivendo quase que isolados. Há, porém, um movimento buscando revitalizar a língua com a confecção de material educativo. A moderna língua Itelmene é muito influenciada pelo russo em termos léxicos, fonológicos e gramaticais;

## Leituras adicionais
- BOBALJIK, JONATHAN DAVID. 2006. "Itelmen Reduplication: Edge-In Association and Lexical Stratification". Journal of Linguistics. 42, no. 1: 1-23.
- Dürr, Michael, Erich Kasten, and Klavdiya Khaloimova. Itelmen language and culture. Münster [etc.]: Waxmann, 2001.
- Ono, Čikako, and Mėgumi Kurėbito. Tematičeskij slovarʹ i razgovornik severnogo (sedankinskogo) dialekta itelʹmenskogo jazyka = A lexicon of words and conversation phrases for the Itelmen northern dialect. Endangered languages of the Pacific rim, Series A2. Osaka: ELPR, 2003.

## Referência externas
- Ethnologue report
- How to save the Itelmen language
- The Red Book of the Peoples of the Russian Empire
- Ительменский язык
- ИТЕЛЬМЕНСКИЙ ЯЗЫК (А. П. Володин)
- Bobalijk Papers
- Itelmen em omniglot.com
- Itelmen - Ansipra